# Brašina
Brašina falu Horvátországban, Dubrovnik-Neretva megyében. Közigazgatásilag Župa dubrovačka községhez tartozik. 

## Fekvése
A Dubrovnik városától légvonalban 8, közúton 10 km-re délkeletre, községközpontjától légvonalban és közúton 1 km-re északra fekszik. 

## Története
Brašina térsége már ősidők óta lakott. A legrégibb itt élt ismert nép az illírek egyik harcias törzse, az ardiaták voltak, akik az i. e. 4. századból hagyták itt nyomaikat. A magaslatokon épített erődített településeken éltek és kőből emelt halomsírokba temetkeztek. Illír erődítmény maradványai találhatók a szomszédos Kupari határában fekvő a Goričina nevű magaslaton és az ókorból származik a Goričina-foknál található kikötő is. A rómaiak hosszú harcok után végül i. e. 135-ben verték le az ardiatákat. Közigazgatási központjuk innen délkeletre, a mai Donji Obod területén fekvő Epidaurum városa volt. Kupari és Dubac között máig fennmaradt a rómaiak által épített út egy része. A Nyugatrómai Birodalom bukása után a keleti gótok özönlötték el a térséget, őket 537-től 1205-ig kisebb megszakításokkal a bizánciak követték. A 7. században avarok és a kíséretükben érkezett szlávok, a mai horvátok ősei árasztották el a területet. A várakat lerombolták és az ellenálló lakosságot leöldösték. Így semmisült meg a mindaddig fennálló Epidaurum. A túlélő lakosság előbb Župára, majd Raguzába menekült. 
A középkorban területe a Raguzai Köztársasághoz tartozott. A környező településekhez hasonlóan itt is több raguzai családnak volt háza. A lakosság 1806-ban sokat szenvedett a montenegrói és orosz hadak pusztításától, akik sok házat, épületet kifosztottak és leromboltak. Az ostromló hadakat a franciák kényszerítették visszavonulásra. A köztársaság bukása után 1806-ban Dalmáciával együtt ez a térség is a köztársaságot legyőző franciák uralma alá került, de Napóleon bukása után 1815-ben a berlini kongresszus Dalmáciával együtt a Habsburgoknak ítélte. 1857-ben 137, 1910-ben 96 lakosa volt. 1918-ban az új szerb-horvát-szlovén állam, majd később Jugoszlávia része lett. A délszláv háború idején 1991 októberében a jugoszláv hadsereg és a szerb szabadcsapatok foglalták el a települést, melyet kifosztottak és felégettek. A lakosság a közeli Dubrovnikba menekült és csak 1992 tavaszán térhetett vissza. A háború után rögtön megindult az újjáépítés. Dubrovnik közelsége és a turizmus növekedése miatt lakossága az utóbbi két évtizedben ugrásszerűen nőtt. 2011-ben már 747 lakosa volt, akik főként turizmussal és mezőgazdasággal foglalkoztak.

## Népesség
| Lakosság változása | Lakosság változása | Lakosság változása | Lakosság változása | Lakosság változása | Lakosság változása | Lakosság változása | Lakosság változása | Lakosság változása | Lakosság változása | Lakosság változása | Lakosság változása | Lakosság változása | Lakosság változása | Lakosság változása | Lakosság változása |
| ------------------ | ------------------ | ------------------ | ------------------ | ------------------ | ------------------ | ------------------ | ------------------ | ------------------ | ------------------ | ------------------ | ------------------ | ------------------ | ------------------ | ------------------ | ------------------ |
| 1857               | 1869               | 1880               | 1890               | 1900               | 1910               | 1921               | 1931               | 1948               | 1953               | 1961               | 1971               | 1981               | 1991               | 2001               | 2011               |
| 137                | 286                | 105                | 165                | 94                 | 96                 | 325                | 376                | 95                 | 88                 | 109                | 133                | 0                  | 0                  | 516                | 747                |

(Az adatok 1869-ben, 1921-ben és 1931-ben Kupari és Srebreno lakosságával együtt értendők, 1981-ben és 1991-ben lakosságát Dubrovnikhoz számították.)

## Nevezetességei
A baletići Szent Lukács kápolnát 1806-ban az orosz-montenegrói hadak felgyújtották és 1952-ig romokban állt. Ekkor újjáépítették, de csak a szent ünnepén mondanak benne misét.